# Kvarntjärnet (Dalskogs socken, Dalsland)
Kvarntjärnet är en sjö i Melleruds kommun i Dalsland och ingår i Göta älvs huvudavrinningsområde.
Kvarntjärnet ligger i Ranneberget Natura 2000-område.